# Шотичек, Марин
Ма́рин Шо́тичек (хорв. Marin Šotiček; 18 сентября 2004, Ново-Место) — хорватский футболист, нападающий клуба «Базель» и молодёжной сборной Хорватии.

## Клубная карьера
Воспитанник академий футбольных клубов «Зриньский Озаль», «Виноградар» и «Локомотива». В июле 2022 года подписал с клубом «Локомотива» свой первый профессиональный контракт, рассчитанный до июня 2024 года. 29 июля того же года дебютировал в основном составе «Локомотивы» в матче чемпионата Хорватии против «Шибеника», выйдя на замену Яков-Антону Василию.
В феврале 2023 года отправился в аренду в клуб Второй лиги «Ярун». 25 февраля дебютировал за новую команду в матче против «Дугополе», выйдя на смену. 4 марта в поединке против клуба «Кроация» (Змеевцы) забил свой первый гол за «Ярун». Всего за время аренды провёл за клуб 5 встреч, отличившись двумя мячами. Летом 2023 года вернулся из аренды в «Локомотива».
1 сентября 2023 года в матче Первой лиги против клуба «Славен Белупо» забил свой первый гол за «Локомотива», принеся победу команде (1:0).
18 июля 2024 года перешёл в швейцарский клуб «Базель», подписав четырёхлетний контракт. Сумма трансфера составляла 3 млн евро. 27 июля дебютировал за «Базель» в матче швейцарской Суперлиги против «Лугано», выйдя на замену Кевину Рюггу. 11 августа в поединке против «Серветта» забил свой первый гол за «Базель», отличившись также и результативной передачей.

## Карьера в сборной
Выступал за сборные Хорватии до 18, до 19 и до 21 года.